# Mayský kalendář

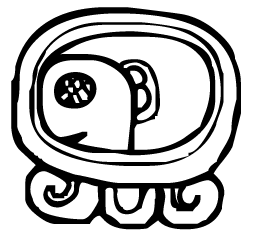
Mayský znak pro den „muluk“

Mayský kalendář je historický astronomický kalendář mayského kalendářního systému. Je nejpokročilejším kalendářem domorodých obyvatel Střední Ameriky.
Mayský kalendář je cyklický, a souběžně se v něm opakuje několik cyklů. Tyto cykly (i jejich fáze) byly spojeny s různými bohy a kosmickými událostmi.
Pravděpodobně vznikl jako výsledek precizních a dlouhodobých pozorování opakujících se astronomických jevů. Mayové spojovali průběh času s úkazy na obloze – pravidelnými pohyby Slunce, Měsíce, planet, slunečních zatmění a konjunkcí.
Dosažená přesnost při výpočtech (dvacítková číselná soustava, jen sčítání, odčítání) je porovnatelná s výsledky novověké astronomie.
Mayská kněžská vrstva, při tehdejším cyklickém vnímání času, vykládala astronomické úkazy a dění na obloze astrologicky, a magicky i početní jevy plynoucí z průběhu cyklů kalendáře. Prováděné přesné a dlouhodobé datační záznamy z pozorování periodických úkazů, umožňovaly tyto jevy (zatmění, konjunkce) předvídat, a v relativně složitém kalendářním systému z toho vyplývalo i znalostní ovládnutí času a jeho měření touto teokratickou elitou. Vrstva kněží vedením a správou kalendáře řídila mayskou společnost a její chod v náboženské sféře (výklad a předpověď nebeských úkazů, věštby a určení osudů apod.), i praktickém životě Mayů (stanovení doby obřadů, zahájení válečných výprav, agrotechnické lhůty atd.).
Nejvýznamnější skutečností, která mayský kalendář charakterizuje a dělá ho natolik odlišným od našeho chápání času a světa, je cykličnost. Jednotlivé časové úseky měly periodický charakter. V pohledu Mayů na vnější svět bylo typické stálé opakování. Stále přicházely ty samé periody a s nimi stejné události, božstva a jejich rozhodnutí. Takové vnímání světa vlastně znamená dokonalou znalost budoucnosti. Lineární pohled na svět typický pro naši křesťanskou kulturu, kde čas a události jdou stále dopředu a nic se nikdy nemůže opakovat, je na světě poměrně výjimečný. I staří Řekové a Římané chápali čas jako sled neustále se opakujících cyklů.
Všechna časová období, všechny dny, měsíce a roky měly své bohy. Božský protějšek měly i všechny číslice a některá důležitá čísla. Každý den nejenže měl svého boha, ale i sám bohem byl, či spíše několika bohy. Samozřejmě, že při takových složitých kalendářních a náboženských soustavách a způsobech jejich zápisu se v nich nemohl orientovat každý. Tato schopnost byla vlastní výhradně kněžím, které ostatní členové společnosti živili. Složitá soustava s mnohými pro lid tajemnými znalostmi zabezpečovala kněžskému stavu značnou moc.

## Typy kalendáře
Mayové používali vícero paralelních kalendářních systémů, přičemž data se zpravidla psala ve více systémech najednou. Informace o čase je tedy (úmyslně) natolik redundantní, že i po tisíciletích – po zničení části nápisů – je/bude možné přečíst datum. Kalendáře vznikly před 1. stoletím př. n. l. a asi pocházejí od Olméků. Byly to:
- haab (neboli občanský kalendář) = období 365 dní sestávající z 19 měsíců, ze kterých 18 mělo po 20 dní a poslední měsíc jen 5 dní.[3] Dny v měsíci byly číslované, přičemž se uplatnilo i číslo nula.
- tzolkin (neboli posvátný kalendář) = období 260 dní. Tzolkin byl více používaný mezi obyčejnými lidmi, určoval plán obřadního života. Den narození každého člověka se také posuzoval podle tzolkinu. První tzolkin 550 př. n. l. v zapotéckém městě Monte Albán.
- dlouhý počet = jednoduše celkový počet dní, který uplynul od mayského dne "nula" – narození Venuše a začátku aktuálního, tedy v pořadí pátého mayského cyklu (=5125.37 let). Zapisoval se ve tvaru #.#.#.#.#.#.#.#.#., kde tečky oddělují určité jednotky dvacítkové soustavy (u nás by to odpovídalo zhruba zápisu tisíciletí.století.roky.měsíce.dny.), přičemž první položka odpovídá našim 63 081 429 rokům a poslední našim dnům. Běžně se však používalo jen posledních pět položek – baktun (např. 9.15.9.0.1 znamená 1407241 dní ode dne "nula"). Výchozí den aktuálního cyklu mayského dlouhého počtu (0.0.0.0.0.) odpovídá podle korelace GMT 11. srpnu 3114 př. n. l. a poslední den 13. baktumu (13.0.0.0.0. = nové 0.0.0.0.0.[zdroj⁠?!]) odpovídá podle GMT 21. prosinci 2012. V tento den má podle Mayů nastat konec[zdroj⁠?!] aktuálního, pátého světa, nějakou katastrofou[zdroj⁠?!] tak, jak skončily i předchozí[zdroj⁠?!] světy. Není nám známo ale ani to, zda se počátek mayského kalendáře vztahuje na nějakou konkrétní historickou událost (protože ani nevíme, zda Mayové tehdy už existovali), rovněž není začátek spojen ani s žádným významným astronomickým úkazem.

K označení data v tomto cyklu se používají následující jednotky:
- Kin = den
- Uinal = 20 kin
- Tun = 18 uinal = 360 kin ≈ 1 rok
- Katun = 20 tun = 7200 kin ≈ 20 let
- Baktun = 20 katun = 144000 kin ≈ 394 let
- Piktun = 20 baktun ≈ 7 885 let
- Calabtun = 20 piktun ≈ 157 704 let
- Kinchiltun = 20 calabtun ≈ 3 154 071 let
- Alautun = 20 kinchiltun ≈ 63 081 429 let[4]

Některé nápisy mayského dlouhého kalendářního počtu jsou doplněny tzv. lunární sérií, další kalendářní formou, označující právě probíhající den z 29 nebo 30denního měsíce v rámci šestiměsíčních cyklů.
Dalším způsobem, jak měřit čas, bylo měření podle slunečních cyklů slunovratů, cyklů a konjunkcí Venuše (jitřenky, večernice). Mnoho událostí v tomto cyklu bylo považováno za nežádoucí a zlé, a někdy byly války koordinovány ve shodě s fázemi v tomto cyklu.
Počítání s periodou 819 dní odpovídá planetám.

## Mayská denní znamení
Ke každému dni (kinu) připadalo jedno denní znamení. Bylo jich celkem 20 a každé z nich mělo svého boha, význam.
Seznam denních znamení
| č. | Denní znamení   | Doslovný překlad   | Význam                                           | Božstvo                                                 |
| -- | --------------- | ------------------ | ------------------------------------------------ | ------------------------------------------------------- |
| 1  | Imix            | aligátor           | prapůvodní stvoření                              | prvotní matka Mam                                       |
| 2  | Ik              | vítr               | foukání větru                                    | větrný bůh Ik                                           |
| 3  | Akbal           | noc                | doba temnoty                                     | pánové z Xibalbá                                        |
| 4  | Kan             | semeno             | začátek života na Zemi                           | prvotní matka Mam                                       |
| 5  | Chicchan        | had                | spojení mezi nebem a zemí                        | Kukulkán (Quetzalcoátl)                                 |
| 6  | Cimi            | smrt               | síly ničení, nemoci a rozkladu                   | bůh smrti Ahpucha                                       |
| 7  | Manik           | jelen              | obětní den bohu Tohilovi                         | Tohila (forma Kukulkána)                                |
| 8  | Lamat           | králík             | uctívání měsíčních (soumračných) živočichů       | bohyně Ixquic                                           |
| 9  | Muluc           | voda               | cyklus dne a noci                                | mladý bůh kukuřice a prvotní matka Mam                  |
| 10 | Oc              | pes                | den smrti – pořádání pohřbů                      | bůh mršin Tzul                                          |
| 11 | Chuen           | opice              | svět řízen mužskými energiemi                    | opičí bůh Hunchuen                                      |
| 12 | Eb              | cesta              | koloběh života a reinkarnace                     | mladý bůh kukuřice                                      |
| 13 | Ben             | rákos              | "posvátná bouře" – setba a plodnost              | mladý bůh kukuřice (a ryb)                              |
| 14 | Ix              | jaguár             | den zasvěcený měsíčním bohům                     | měsíční božstva Ixquic a Ixbalanqué                     |
| 15 | Men             | orel               | definitivní vyhnání temnoty                      | Ahau-Hunapú – neomezený vládce dne                      |
| 16 | Cip             | sup / sova         | osudové události, "sova nosící lidem smrt"       | pánové z Xibalbá                                        |
| 17 | Cabán           | země               | den sklizně, sbíraly se plody (zasety v den Ben) | měsíční bohyně Ixquic (ve formě bohyně země a kukuřice) |
| 18 | Etznab (Edznab) | pazourek           | den krvavé oběti, u národa byl neoblíbený        | Kukulkán (Quetzalcoátl)                                 |
| 19 | Cauac           | lijavec            | životodárný déšť, "semeno nebe"                  | bůh hromu a deště Chac                                  |
| 20 | Ahau            | světlo / velký pán | šťastný den, všechny aktivity se dobře dařily    | sluneční bůh Mayů                                       |

## Korelace s jinými kalendáři
Pro určení vzájemného vztahu mayského a gregoriánského kalendářního systému, jsou obě porovnávané časoměrné stupnice vyjádřeny ve dnech. Denní řada mayských kalendářních dat, zapisovaných v modifikované dvacítkové soustavě, je přepočtena do soustavy desítkové. Gregoriánská data jsou převedena na juliánské dny. Mezi gregoriánským, juliánským kalendářem a juliánskými dny platí v astronomii definované přepočetní vztahy (algoritmy). Data astronomických úkazů, určená z mayských záznamů, můžeme v dnešní době porovnat s přesnými datacemi těchto jevů získanými použitím moderní výpočetní techniky.
Způsobů a metod, jak data z obou kalendářních systémů porovnat je více, a za posledních více než sto let bylo navrženo přes padesát různých korelací. Ty se liší až v řádu stovek roků (v rozsahu zhruba tisíc let). Rozdíly jsou dány tím, které podklady byly pro korelaci použity a upřednostňovány, a v jakém jsou souladu, zda např. astronomické údaje respektují historické skutečnosti. Pro přepočet je třeba stanovit (juliánské) datum, od kterého začali Mayové počítat dny, a mayské datum určíme odečtením přepočítávacího koeficientu (resp. korelační konstanty) od juliánského data, nebo naopak přičtením této konstanty k mayskému datu dostaneme juliánské datum, které lze pak převést do gregoriánského.
V tabulce jsou uvedeny velikosti korelačních konstant některých korelací (autoři, rok publikace, korelační konstanta ve dnech, juliánské a gregoriánské datum začátku mayského kalendáře, gregoriánské datum konce cyklu mayského kalendáře) seřazených podle použité korelační konstanty
| autor                           | publikováno | korelační konstanta | jul. datum zač. kalendáře př. Kr. | greg. datum zač. kalendáře př. Kr. | greg. datum konce cyklu kalendáře po Kr. |
| ------------------------------- | ----------- | ------------------- | --------------------------------- | ---------------------------------- | ---------------------------------------- |
| Bowditch                        | 1910        | 394 483             | 14. 01. 3633                      | 16. 01. 3634                       | 26. 04. 1493                             |
| Willson                         | 1924        | 438 906             | 29. 08. 3512                      | 31. 07. 3512                       | 11. 12. 1614                             |
| Smiley                          | –           | 482 699             | 23. 07. 3392                      | 26. 06. 3392                       | 05. 11. 1734                             |
| Owen                            | –           | 487 410             | 16. 06. 3379                      | 20. 05. 3379                       | 29. 09. 1747                             |
| Makemson                        | –           | 489 138             | 10. 03. 3374                      | 11. 02. 3374                       | 22. 06. 1752                             |
| Spinden, modifikovaná           | –           | 489 383             | 10. 11. 3374                      | 14. 10. 3374                       | 22. 02. 1753                             |
| Spinden                         | 1924        | 489 384             | 11. 11. 3374                      | 15. 10. 3374                       | 23. 02. 1753                             |
| Teeple                          | –           | 492 662             | 01. 11. 3365                      | 05. 10. 3365                       | 14. 02. 1762                             |
| Dinsmoor                        | –           | 497 879             | 13. 02. 3350                      | 17. 01. 3350                       | 28. 05. 1776                             |
| –4CR                            |             | 508 363             | 28. 10. 3322                      | 01. 10. 3322                       | 10. 02. 1805                             |
| –2CR                            |             | 546 323             | 02. 10. 3218                      | 06. 09. 3218                       | 16. 01. 1909                             |
| Kelley                          | –           | 553 279             | 18. 10. 3199                      | 22. 09. 3199                       | 02. 02. 1928                             |
| Stock                           | –           | 556 408             | 13. 05. 3190                      | 17. 04. 3190                       | 27. 08. 1936                             |
| Martin                          | –           | 563 334             | 29. 04. 3171                      | 03. 04. 3171                       | 14. 08. 1955                             |
| Goodman                         | 1905        | 584 280             | 03. 09. 3114                      | 08. 08. 3114                       | 18. 12. 2012                             |
| Martínez–Hernandez              | 1926        | 584 281             | 04. 09. 3114                      | 09. 08. 3114                       | 19. 12. 2012                             |
| Goodman–Martínez–Thompson (GMT) | 1950        | 584 283             | 06. 09. 3114                      | 11. 08. 3114                       | 21. 12. 2012                             |
| Nowotny                         | 1958        | 584 283             | 06. 09. 3114                      | 11. 08. 3114                       | 21. 12. 2012                             |
| Beyer                           | 1937        | 584 284             | 07. 09. 3114                      | 12. 08. 3114                       | 22. 12. 2012                             |
| Thompson, modifikovaná          | –           | 584 284             | 07. 09. 3114                      | 12. 08. 3114                       | 22. 12. 2012                             |
| Thompson                        | 1935        | 584 285             | 08. 09. 3114                      | 13. 08. 3114                       | 23. 12. 2012                             |
| Lounsbury, (Thompson–Lounsbury) | 1978        | 584 285             | 08. 09. 3114                      | 13. 09. 3114                       | 23. 12. 2012                             |
| Pogo                            | –           | 588 626             | 28. 07. 3102                      | 02. 07. 3102                       | 11. 11. 2024                             |
| +2CR                            |             | 622 243             | 11. 08. 3010                      | 17. 07. 3010                       | 26. 11. 2116                             |
| Böhm–Böhm                       | 1996        | 622 261             | 29. 08. 3010                      | 04. 08. 3010                       | 14. 12. 2116                             |
| Kreichgauer                     | 1927        | 626 927             | 07. 06. 2997                      | 14. 05. 2997                       | 23. 09. 2129                             |
| +4CR                            |             | 660 203             | 16. 07. 2906                      | 22. 06. 2906                       | 01. 11. 2220                             |
| Kelley                          | –           | 660 205             | 18. 07. 2906                      | 24. 06. 2906                       | 03. 11. 2220                             |
| Wells–Fuls, (Fuls et al.)       | 2000        | 660 208             | 21. 07. 2906                      | 27. 06. 2906                       | 06. 11. 2220                             |
| Kelley                          | –           | 663 310             | 17. 01. 2897                      | 25. 12. 2898                       | 05. 05. 2229                             |
| Hochleitner                     | 1970        | 674 265             | 14. 01. 2867                      | 22. 12. 2868                       | 03. 05. 2259                             |
| Schultz                         | –           | 677 723             | 04. 07. 2858                      | 11. 06. 2858                       | 20. 10. 2268                             |
| Escalona–Ramos                  | –           | 679 108             | 19. 04. 2854                      | 27. 03. 2854                       | 05. 08. 2272                             |
| Vaillant                        | –           | 679 183             | 03. 07. 2854                      | 10. 06. 2854                       | 19. 10. 2272                             |
| Verbelen                        | 1991        | 739 601             | 01. 12. 2689                      | 09. 11. 2689                       | 21. 03. 2438                             |
| Verbelen                        | 1999        | 739 615             | 15. 12. 2689                      | 23. 11. 2689                       | 04. 04. 2438                             |
| Weitzel                         | –           | 774 078             | 24. 04. 2594                      | 03. 04. 2594                       | 12. 08. 2532                             |
| Vollemaere                      | –           | 774 079             | 25. 04. 2594                      | 04. 04. 2594                       | 13. 08. 2532                             |
| Vollemaere                      | 1984        | 774 080             | 26. 04. 2594                      | 05. 04. 2594                       | 14. 08. 2532                             |
| Vaillant                        | 1935        | 774 083             | 29. 04. 2594                      | 08. 04. 2594                       | 17. 08. 2532                             |

V dnešní době jsou rozhodující časové limity dány použitím přírodovědných datovacích metod (zvl. izotopové chronologie 14C nebo 16O/18O), kterým musí korelace zhruba odpovídat; z tohoto důvodu část korelací postrádá platnost.
V současnosti nejpopulárnější tzv. GMT korelace (včetně jejich o několik dnů modifikovaných variant) je problematická, stejně tak i její užití.
Podle novějších výzkumů, provedených Bohumilem a Vladimírem Böhmem, je tato rozšířená korelace mezi mayským a křesťanským kalendářem nesprávná. Korelace GMT, označená podle jmen autorů – Goodman-Martínez-Thompson, je podle bratrů Böhmových v rozporu s astronomickými údaji, na rozdíl od jejich nové, tzv. BB korelace.
Výhrady proti GMT korelaci pro nerespektování (až sedmi) zatmění Slunce v mayském regionu má např. Vollemaere, podobně také Stock, s nově navrženou korelací též Fuls.
Některé významné astronomické úkazy datované tzv. Drážďanským kodexem však v gregoriánských datech, která jsou vypočtena podle GMT korelace, vůbec nenastávají; např. zatmění Slunce v mayské oblasti nastalo dne 29. 10. 859, použijeme-li na stejné mayské datum (modifikovanou) korelaci GMT vyjde datum 7. 11. 755, kdy žádné zatmění nebylo. Další nesrovnalosti jsou rovněž v poloze planety Venuše.
Kritika Thompsonovy korelace dále spočívá v tom, že vyšel z historických knih Chilam Balam (několik kronik sepisovaných od 2. pol. 16. století na Yucatánu maysky vzdělanými a pokřtěnými Mayi) a z kroniky misionáře Diega de Landy (ten sice pálil mayské knihy, ale zanechal nám o Mayích nejvíc informací). V těchto pramenech jsou některé události datovány souběžně podle křesťanského letopočtu i mayského známého v 16. století, ale v už se zde nevyskytuje počítání v systému tzv. dlouhého počtu. Thompson využil těchto menších kalendářních cyklů, a nalezl také některé souběhy s dlouhým počtem, z čehož odvodil chybně jeho počátek a délku. Příčinou je diskontinuita v mayském počítání, kterou nepředpokládal. K výpadku došlo patrně v první čtvrtině 11. století (v souvislosti s pronikáním kmenů ze středního Mexika, kdy přestal být systém datování prostřednictvím dlouhého počtu používán). Kalendář používaný Mayi v 16. století měl mezeru, a nenavazoval plynule na kalendář z klasického období mayských dějin. Korelace GMT tak vychází ze souběhu mayských dat s křesťanskými z 16. století ovlivněných tímto výpadkem, a proto je platná pro data událostí z 10.–16. století, ale ne na období starší. Chybu si Thompson později uvědomil, jak přiznává ve své práci z roku 1935.
Korelace BB je výsledkem srovnání souboru několika set astronomických dat především z Drážďanského kodexu (mayských astronomických tabulek) s moderními astronomickými výpočty za pomoci matematicko-statistických metod, neboť ty umožňují analýzu, identifikaci a testování těchto dat. Výpočty potvrdili i odborníci z Astronomického ústavu AV ČR a Výzkumného centra dynamiky Země. Další korelace v astronomických a statisticko-pravděpodobnostních testech neprokázaly platnost.
Ze souvztažnosti mayského a gregoriánského kalendáře podle BB korelace vyplývá, že výchozí den aktuálního cyklu mayského dlouhého počtu odpovídá 4. prosinci 3010 př. n. l., a že skutečný konec cyklu mayského kalendáře tak připadá na 14. prosinec 2116. Korelační konstanta u GMT je 584 283 dnů, u BB korelace činí 622 261 dnů. Použití GMT nebo BB korelace (rozdíl činí 104 let), má důsledky v odlišných datacích v mayské oblasti (památky, historické události), a je třeba u gregoriánských dat brát v úvahu či uvádět, která z korelací byla při převodu kalendářů použita.
Při zpracování astronomických dat zaznamenaných v Drážďanském kodexu, bylo Bohumilem a Vladimírem Böhmovými nově zjištěno, že některá se týkají také Merkuru, o kterém se dosud nepředpokládalo, že by ho Mayové pozorovali.